# Kivsharivka
Kivsharivka (en ucraniano: Ківшарівка; en ruso: Ковшаровка, romanizado: Kovsharovka) es una ciudad ucraniana perteneciente al óblast de Járkov. Situado en el noreste del país, el asentamiento es parte del raión de Kúpiansk y del municipio (hromada) de homónimo.

## Geografía
Kivsharivka está situado en la orilla izquierda del río Oskil, a 47 km al norte de Kúpiansk y a 108 km al noreste de Járkov.

## Historia
En 1710, se estableció la aldea Kivsharivka, que lleva el nombre de la familia Kivshar, fue una de las primeras granjas suburbanas de Kúpiansk. En 1870, en la margen izquierda del Oskil, seguía estando esta granja.
En 1963-1967, se construyó y puso en funcionamiento una gran fundición aquí, lo que provocó un aumento de la población y un aumento del área de construcción. El asentamiento de tipo urbano se formó en 1970 mediante la fusión de las aldeas de Pritulova, Zaborivka y Kivsharivka y fue el asentamiento de tipo urbano más poblado de Ucrania según el censo de 2001.
Hasta el 18 de julio de 2020, la población fue parte del municipio de Kúpiansk hasta su abolición como parte de la reforma administrativa de Ucrania, que redujo el número de raiones en el óblast de Járkov a siete, por lo que pasaría a formar parte del raión de Kúpiansk.
Durante la invasión rusa de Ucrania, Kivsharivka fue ocupado por tropas rusas en febrero de 2022 y ha estado en las inmediaciones del frente desde la contraofensiva ucraniana en el este de Ucrania desde el 11 de septiembre de 2022. El 28 de septiembre de 2022 el lugar fue recapturado por las tropas ucranianas.

## Demografía
La evolución de la población de Kivsharivka entre 1989 y 2022 fue la siguiente:
| 23 772                                                        | 23 529 | 19 422 | 19 058 | 18 707 | 17 960 |
| (Fuente: Cities & Towns of Ukraine y UKRAINE: Größere Städte) |        |        |        |        |        |

## Infraestructura

### Transporte
El asentamiento tiene acceso a la autopista H26 que conecta Járkov con Sievierodonetsk, así como por carreteras locales a Borova y luego a Izium. La estación de tren de Kivsharivka se encuentra en el ferrocarril que conecta Kúpiansk y Sviatogirsk, con más conexiones a Járkov y Slóviansk.

## Personas ilustres
- Yevhen Koshovi (1983): showman, presentador de televisión y actor cómico ucraniano.
- Yuri Anikeev (1983): gran maestro ucraniano de damas.

## Galería

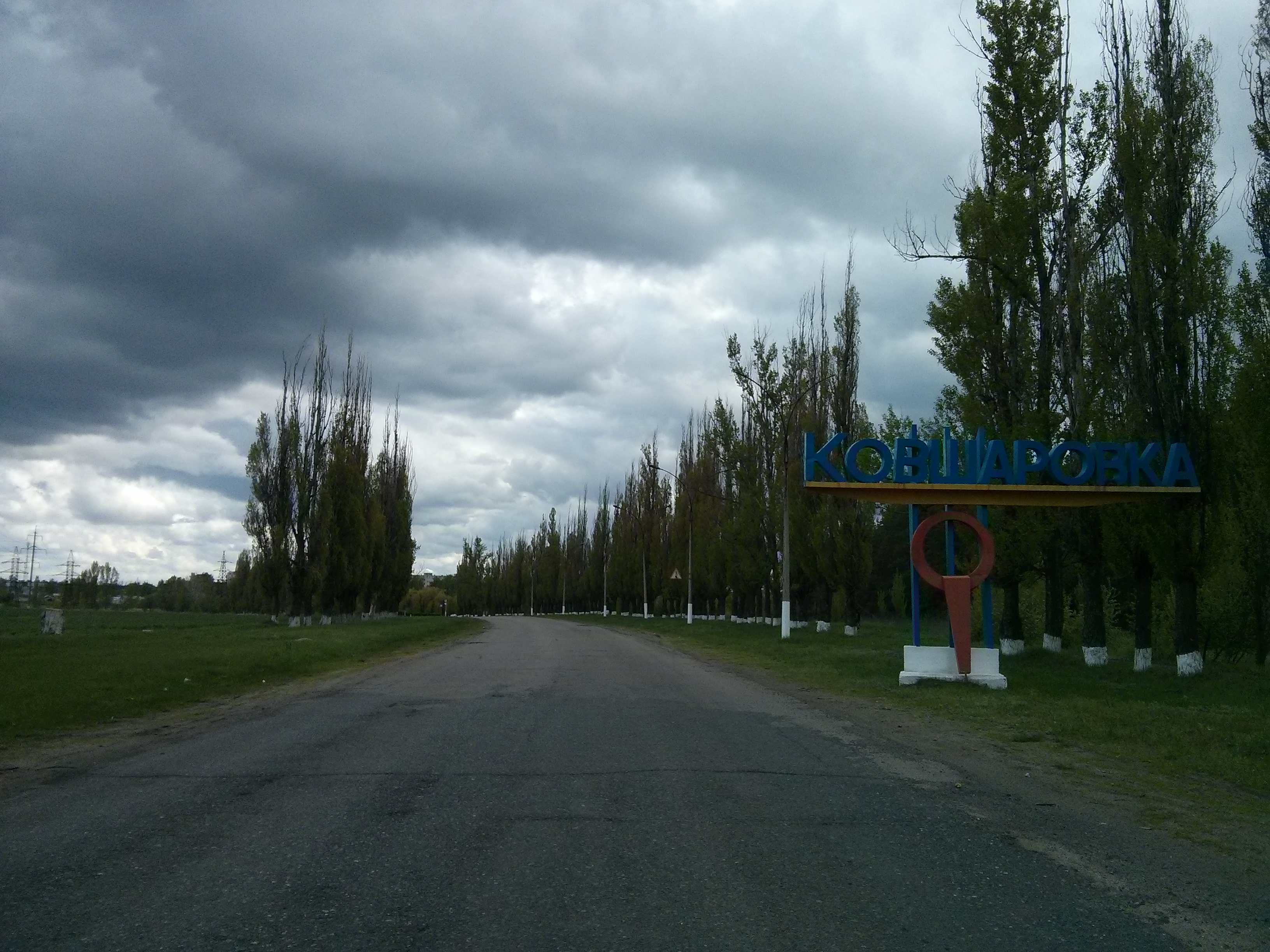
Entrada a Kivsharivka
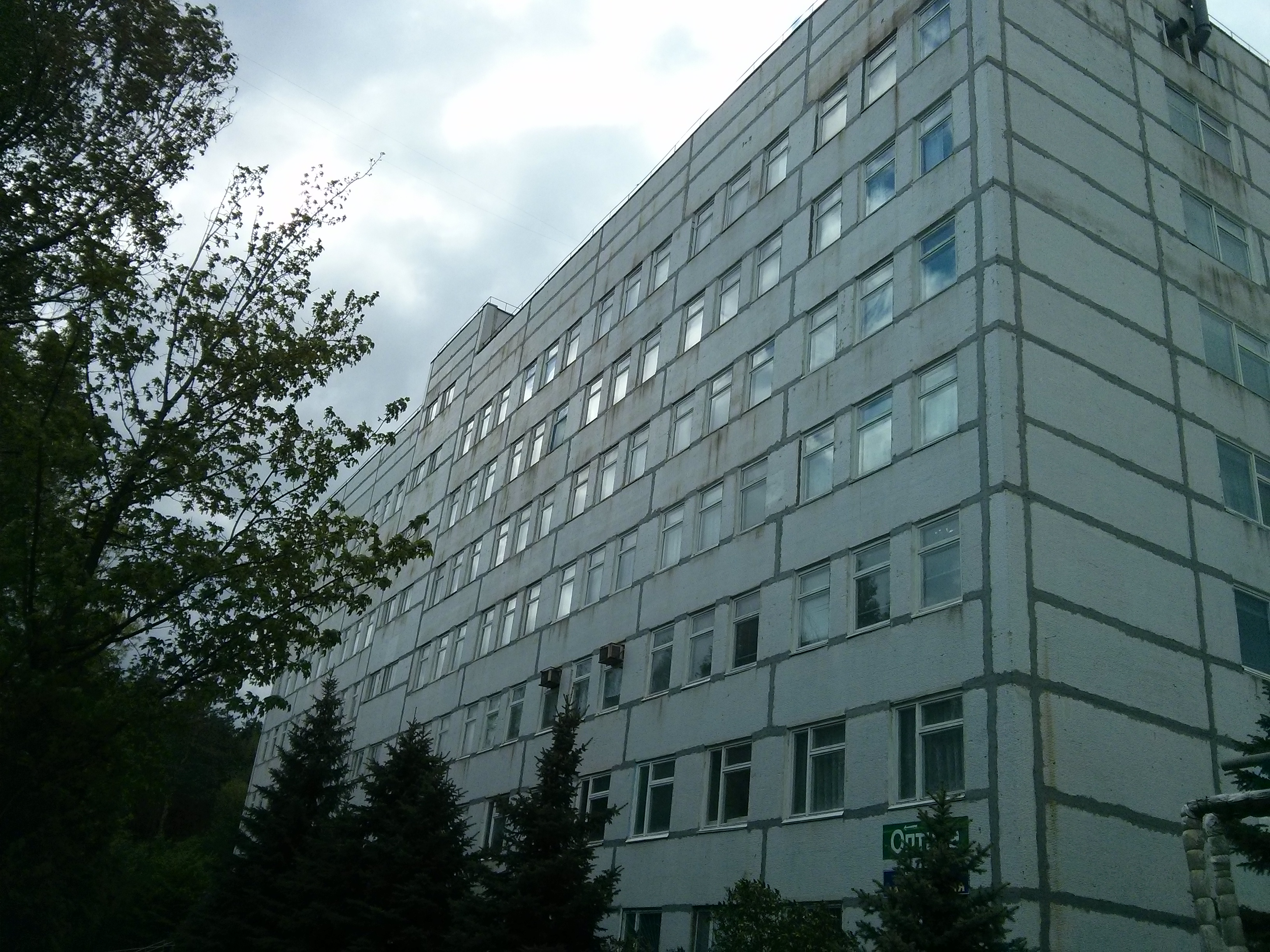
Policlínico de Kúpiansk
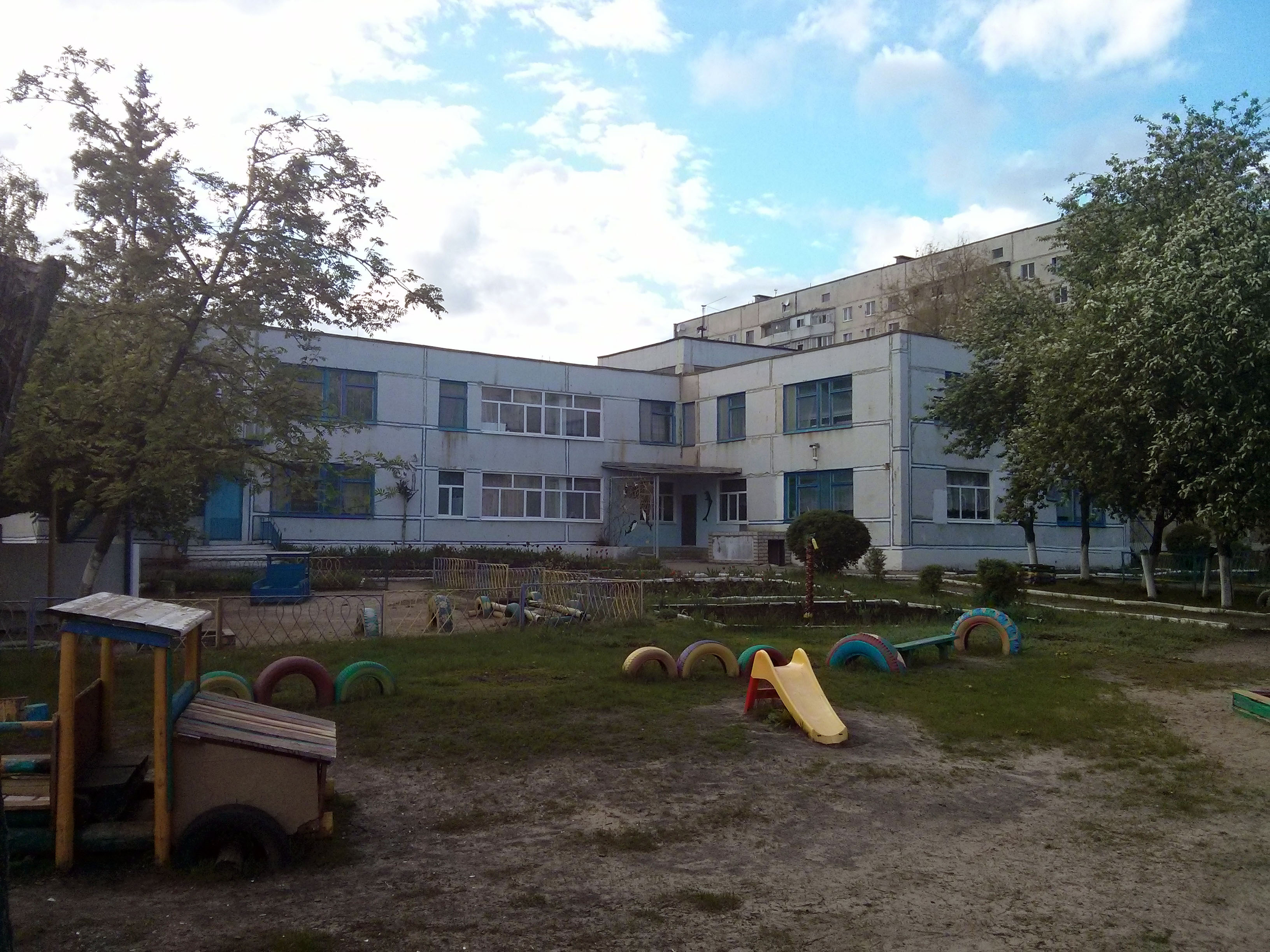
Colegio en Kivsharivka
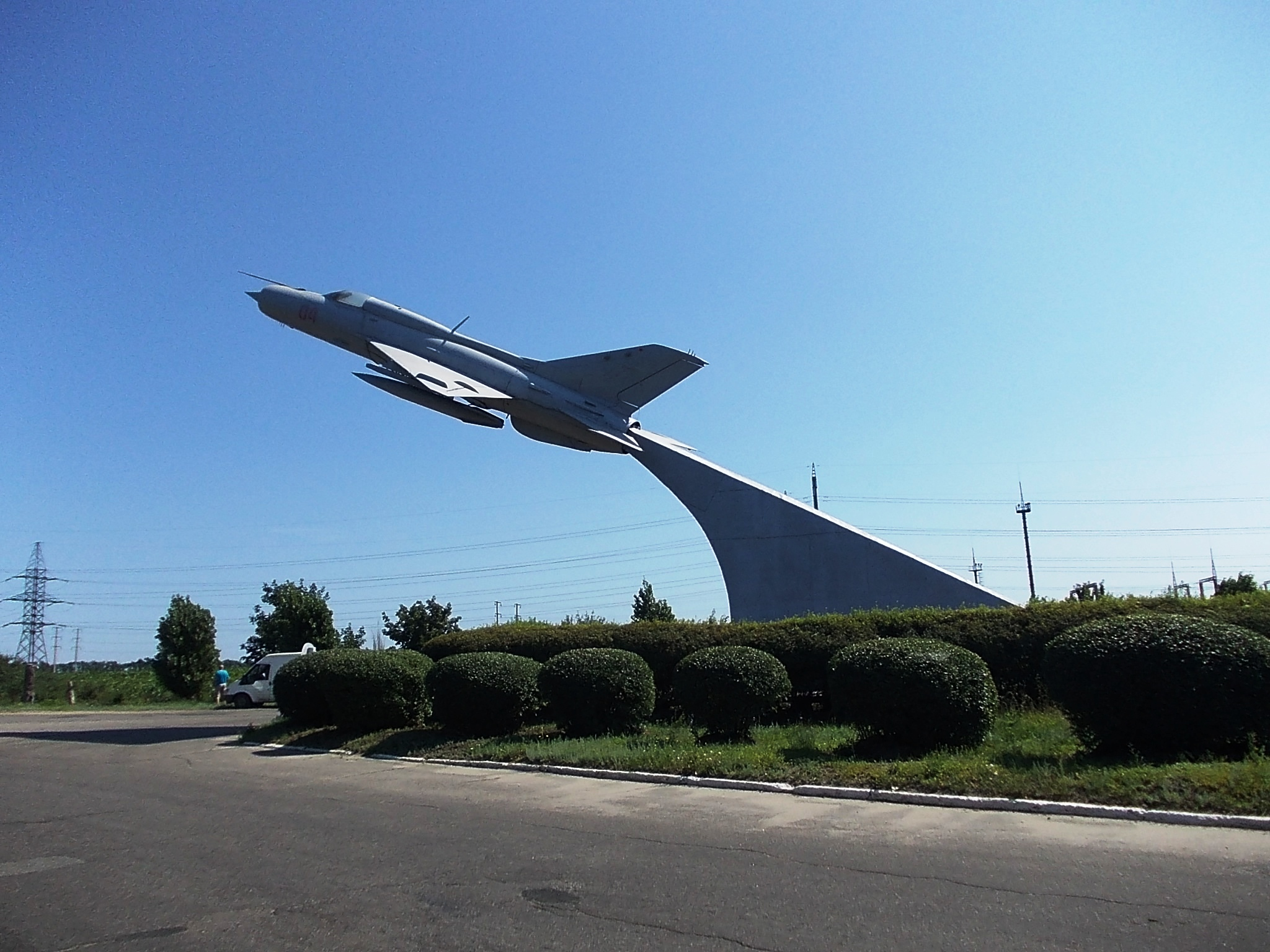
Monumento soviético de un avión